# Paphiopedilum delenatii
Paphiopedilum delenatii é uma espécie de orquídea (Orchidaceae) do Sudeste Asiático.